# ۱۶۴۰ (میلادی)
۱۶۴۰ (میلادی) هزارو ششصد و چهلمین سال تقویم میلادی است.

## زادگان
- ۹ ژوئن – لئوپولد یکم، امپراتور مقدس روم، آهنگساز اهل مجارستان (د. ۱۷۰۵)